# Izáj
Izáj vagy Isai  (héberül: יִשַׁי, jelentése: Jahve embere), a Biblia szerint Dávid király apja. Mint Dávid apja Jézus családfájában is szerepel, a Messiás pedig „Izáj gyökeréből támadt sarj”.